# Sombras chinescas

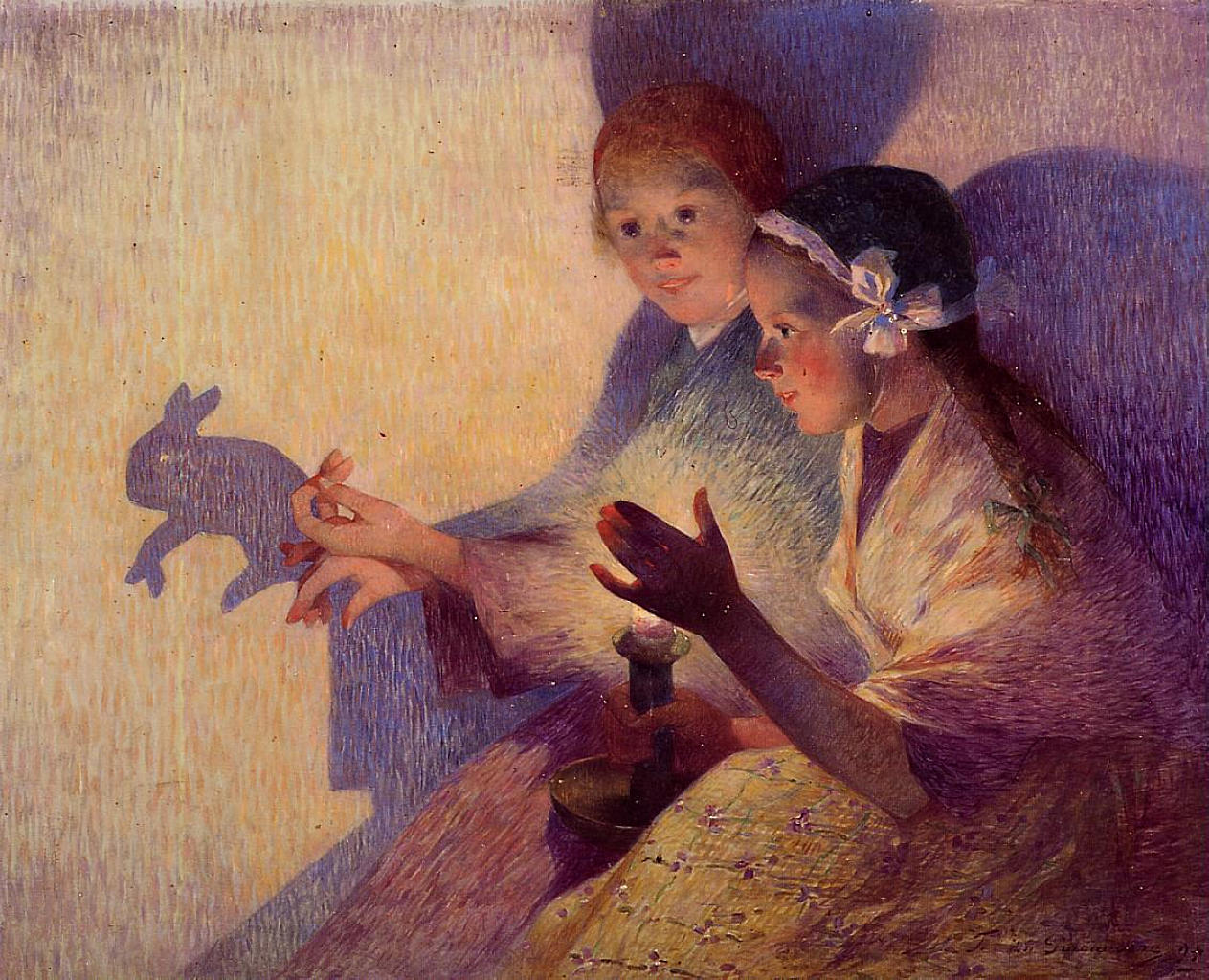
El conejo (sombras chinescas), óleo de Ferdinand du Puigaudeau (1864-1930).

Las sombras chinescas o sombras chinas, precedente del teatro de sombras, parten de un juego popular basado en un efecto óptico teatralizado que se consigue al interponer las manos u otros objetos entre una fuente de luz y una superficie clara (pantalla o pared), de manera que la posición y el movimiento de las manos proyecta sombras que representan figuras estáticas o en movimiento. Constituyen una de las más antiguas artes del teatro de títeres y marionetas.

## Origen y desarrollo
Descubiertas por el hombre primitivo frente al fuego de su caverna como un símbolo religioso, el juego infantil de las sombras chinescas constituye un recurso dramático y un espectáculo de origen mágico. Las sombras chinescas se desarrollaron en Oriente a partir de varios tipos de títeres de varillas, títeres de sombras y títeres de cuerda o marionetas, como el Wayang javanés de Indonesia. Más tarde también se produjeron en Europa el Karagöz turco y su equivalente griego, Karaguiosis.
Existe documentación de la larga tradición de las sombras chinescas en el sudeste de Asia, Indonesia, Malasia, Tailandia y Camboya, aunque su posible origen pudo ser indostánico. Algunos investigadores han propuesto el origen de las sombras chinas en una prohibición de género, al no estar permitido a las mujeres acudir a las representaciones teatrales. En el caso de las marionetas o títeres, en Oriente muy decoradas y ornamentadas, en tanto los hombres percibían ese lujo de detalles (situados ante el escenario), las mujeres, escondidas del otro lado del telón de fondo, veían la función por la parte trasera sin apreciar los ornamentos de las figuras, pero añadiendo con su imaginación la actividad fantástica del relato de las sombras, lo que hacía el espectáculo aún más sugerente.

### Teatro de sombras en Java

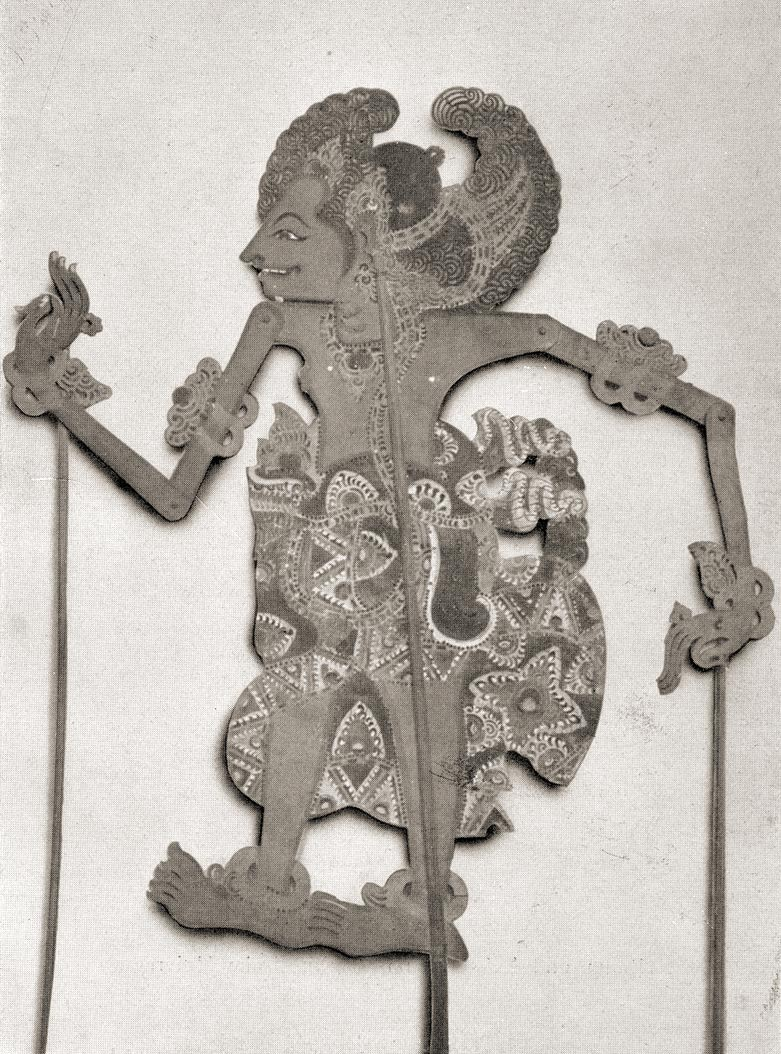
Títere javanés

En la isla de Java se desarrolló un modelo conocido como títeres javaneses («wayang kulit»), un tipo de teatro de sombras protagonizado por títeres de varillas y de sombra. El término wayang significa teatro y kulit significa cuero en indonesio y malayo (en referencia al material con el que estaban fabricados los títeres). Este término javanés se puede interpretar también como ‘sombra’ o ‘imaginación’, y tiene además la connotación de ‘espíritu’. Las figuras utilizadas se denominaban del mismo modo que este tipo de teatro y, anteriormente, estaban hechas con piel de animal tratada y coloreada para darle un aspecto reluciente, como si fueran nuevas. Varios personajes mitológicos, héroes, monstruos y demonios eran los principales protagonistas de las historias mitológicas de tradición oral que se representaban.
Como parte de la cultura tradicional protegida, es un modelo teatral que permanece aún vivo. Las representaciones del wayang kulit se acompañan tradicionalmente con un gamelán en Java y por un conjunto musical similar de estilo teatral en Bali.

### Teatro de sombras en India
Partiendo de una descripción de Baird, es posible argumentar que las enormes figuras (de hasta metro y medio de altura) de algunos espectáculos de sombras en la India sean las madres del teatro de sombras en Oriente.
Las sombras indias, al igual que las figuras del Wayang kulit, están fabricadas con cuero fino, coloreado (tonos brillantes y traslúcidos) y perforado con minuciosidad para definir cada personaje. El titiritero se sirve de tres varillas ancladas en la parte de atrás de las figuras: una vertical para la cabeza, que fijará su silueta sobre la pantalla, y dos para las manos. La pantalla está hecha con dos grandes saris blancos, uno sobre otro (creando una superficie de 2 x 6 metros), y ceremonialmente sujetos con espinas de palma datilera. El foco de luz tradicional es un candil o lámpara de aceite.
La temática también solía ser de aspecto legendario o mitológicos, como por ejemplo los poemas épicos de Mahabharata y Ramayana. Antes de iniciarse el espectáculo se realizaba un ritual para dar prosperidad o paz al público.
Un único artista suele manipular las grandes siluetas, además de interpretar la banda sonora: voces e instrumentos (trompetillas, tamboriles, etc). El carácter ceremonial, además de su obvia función de espectáculo, queda manifiesto por su duración: toda la noche (y en ocasiones, si el equipo de titiriteros lo permite, se alarga varios días). Entretanto, los asistentes van y vienen, comen o dormitan: no importa que se pierdan parte del espectáculo, pues saben de memoria su argumento.

### Teatro de sombras en China
En China no aparecen antes del siglo vii; hay noticia de compañías de teatro de sombras durante la dinastía Tang (618 - 907), comenzando su expansión con la dinastía Song (960-1279). El «Piying» o teatro de sombras chino lo conforman un conjunto de simbólicas siluetas hechas con pieles curtidas de animales (burro, buey y búfalo, por lo general). Como suele ocurrir con muchas manifestaciones artísticas, en el «Piying», el simbolismo de los colores domina el significado de cada figura. Así, "el rojo significa lealtad e integridad; el negro firmeza y rudeza; el amarillo bravura y temeridad; y el azul y el verde son los colores de los demonios, bandidos y demás forajidos". Su repertorio, milenario y múltiple, se basa en innumerables historias, casi siempre fabulosas o legendarias, como las tomadas del libro «Peregrinación al Oeste» (una historia china con ciertas similitudes a Las mil y una noches):
Otro aspecto importante en la elaboración de los títeres del «Piying» –tan variados y dispares como las regiones chinas– son sus cabezas intercambiables, al parecer provocado por el hecho supersticioso de que, al ser estas figuras sombras, si se guardaban con sus cabezas, al caer la noche podrían cobrar vida. En cuanto al método de trabajo de los titiriteros, lo habitual es que la figura antropomórfica del «Piying» se mueva desde detrás con la ayuda de tres varillas sujetadas de forma perpendicular; una de las varillas sirve para sujetar el cuerpo y la cabeza y permite además varios movimientos (como que se incline adelante y atrás); las otras dos están reservadas a los gestos de las manos, mientras que las piernas cuelgan en libertad.
La universalización del título sombras chinescas quizá se deba a la "delicada belleza de las sombras pequinesas o del norte, y las cantonesas, o del sur". Podría ser también debido al hecho que llegaron a Europa occidental el siglo xvii a través de comerciantes y viajeros orientales. Posteriormente, cuando se extendió de forma popular, la gente ya identificaba este nombre con esta clase de teatro.

### El teatro de sombras en Malasia
En Malasia, el teatro de sombras es también conocido como wayang kulit. Las historias representadas eran normalmente cuentos con una moraleja y mitos. Había una educación moral en las funciones que eran normalmente representadas con una batalla. El teatro de sombras de Malasia ha sido considerado uno de los más antiguos ejemplos de la animación que conocemos actualmente. El wayang kulit en los estados del norte de Malasia, como Kelantan, es similar y tiene una influencia del teatro de sombras de Tailandia, mientras que el wayang kulit en las partes del sur de la península, especialmente en Johor, es traído de Indonesia (a pesar de que varía un poco las historias que explica y las representaciones).
Los títeres están hechos principalmente de cuero y manipulados con palos o asas de cuerno de búfalo. Las sombras se proyectan utilizando un candil o, actualmente, una luz halógena sobre un fondo de tela de algodón. A veces se acompañan con la música de un grupo musical del tipo gamelán.

### El teatro de sombras en Camboya

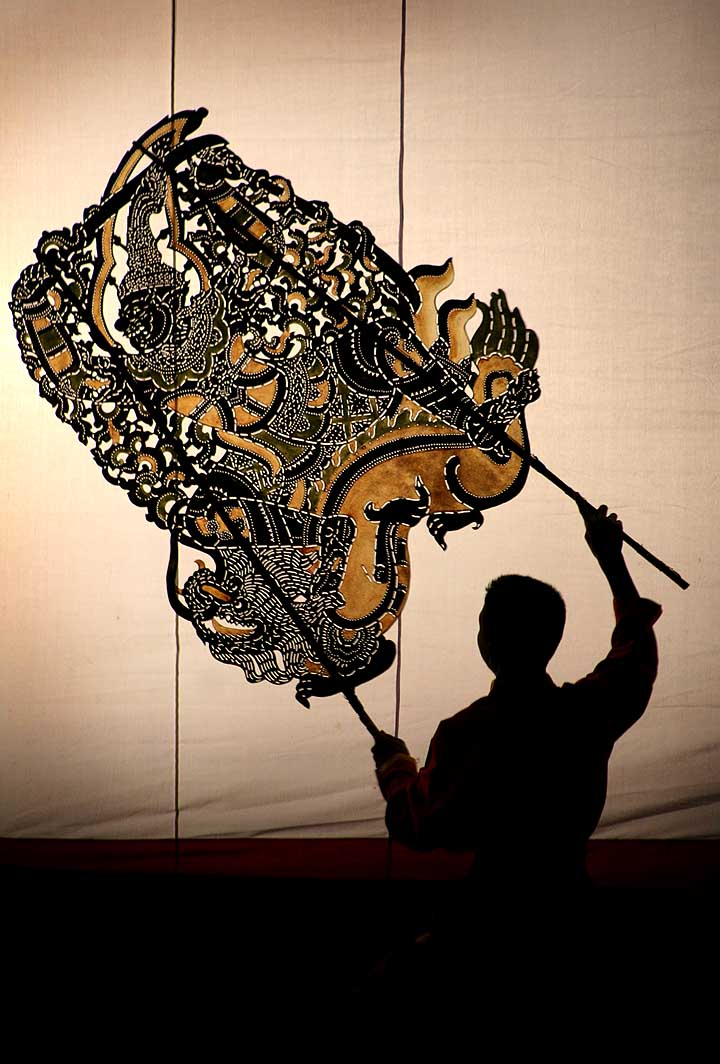
Tradición de títeres «Nang Yai», en Camboya y Tailandia

En Camboya las representaciones tienen lugar durante ceremonias sagradas en templos, en funciones privadas, y para el público en general en pequeños pueblos. Las representaciones son acompañadas por una orquesta «pinpeat» camboyana. El ancestral teatro de sombras jemer tiene el título de Patrimonio Cultural Inmaterial de la Humanidad otorgado por la Unesco.

### El teatro de sombras en Tailandia
El arte del títere en Tailandia puede dividirse en cuatro categorías principales: las actuaciones de la corte de la cultura tailandesa central desde el siglo xv, las actuaciones populares en Tailandia central en los siglos xix y xx, géneros regionales del sur malayo (por ejemplo Malasia) o del noreste (por ejemplo Laos); y el arte del títere contemporáneo influenciado por occidente o que reacciona en contra él.
Hay dos estilos importantes del arte del títere de la corte tailandesa. Nang yai (títeres de sombras de cuero grande y opaco), el cual tiene una analogía en el khon (danza de máscaras masculina) y es el arte más antiguo. Hun (títeres tridimensionales de varillas), que es un género posterior influenciado por los títeres de varillas chinos. En Tailandia, estas representaciones fueron canceladas temporalmente el 1960, puesto que el teatro nacional se incendió. Las historias del Nang Yai han influenciado el cine tailandés, incluyendo cineastas como Cherd Songsri y Payut Kgaokrachang.

### El teatro de sombras otomano y sus descendientes turcos
La tradición turca del teatro de sombras es conocida como Karagöz y Hacivat Se extendió a lo largo del imperio Otomano y contó con personajes que representaban a los principales grupos étnicos y sociales de aquella cultura. Eran representaciones llevadas a cabo por un solo maestro de títeres, quien ponía voz a todos los personajes y los acompañaba con una pandereta. Sus orígenes son oscuros, a pesar de que probablemente sean derivados de una fuente asiática.
Durante el siglo xix, estos personajes principales fueron adaptados a la lengua y cultura griega. Karagöz y Hacivat pasaron a ser Karaguiosis y Hadjiavatis y cada uno de los personajes asumieron personalidades griegas estereotipadas. Esta tradición prosperó por toda Grecia después de la independencia como un entretenimiento popular para un público prácticamente adulto, en concreto antes de la aparición de la televisión. A pesar de todo, las historias conservaron los últimos años del periodo del Imperio Otomano. El teatro Karagiozis ha experimentado un cierto renacimiento los últimos años, con la presencia de un público más juvenil.

## Sombras chinas en Europa

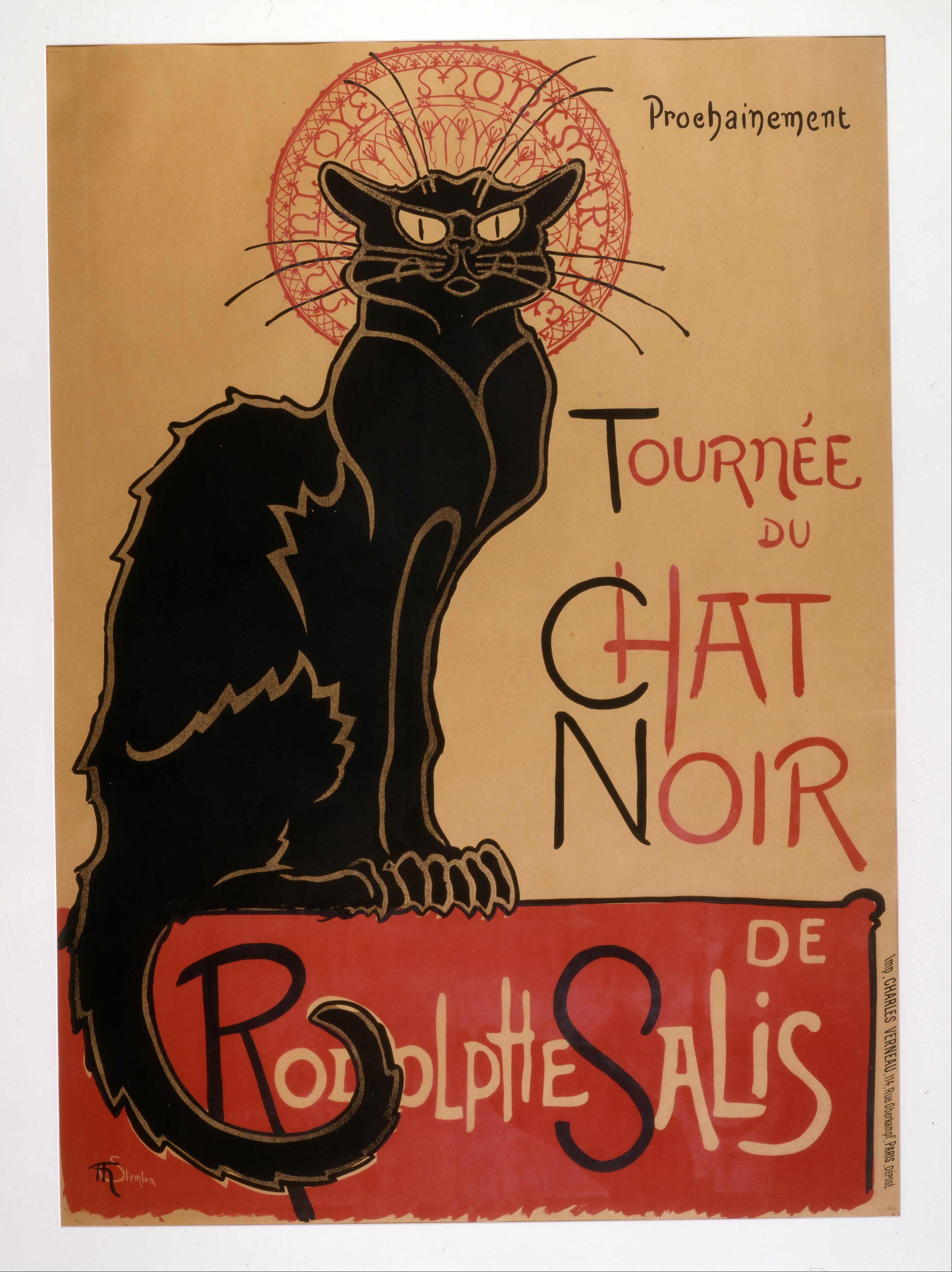
Cartel de Le Chat Noir

Las sombras chinas en Europa, donde Marco Polo y los misioneros jesuitas ya habían llevado noticia, se hicieron muy populares a partir del siglo xviii, especialmente en Francia, gracias al éxito del teatro de sombras de Dominique Séraphin, en la corte de Versalles. El espectáculo llegó a la Europa Occidental introducido por los comerciantes de oriente a principios del siglo xvii que lo hicieron llegar a través de Persia, Arabia y Turquía; el autor inglés Ben Johnson las menciona en un cuento de 1633. En aquel momento la técnica y las figuras eran ya mucho más sofisticadas que a sus inicios y las historias se basaban principalmente en leyendas populares. Seguidamente se asentó en Italia, donde se menciona en 1674. Los comediantes y titiriteros llevaron el teatro de sombras de los Alpes al norte de Europa.
Las primeras funciones de sombras chinas en Europa se representaron al parecer en Hamburgo, pero se popularizaron en Francia dentro de los espectáculos del citado Séraphin, que llegó a abrir una sala pública en Versalles en 1772 (que se mantuvo activa hasta 1870). A finales del siglo xix las obras chinas tuvieron una revitalización gracias a los espectáculos que se ofrecían en algunos cabarets. Hay que destacar los espectáculos de Rodolphe Salis (1851-1897) en su sala Le Chat Noir, un cabaret inaugurado en 1881 donde representaba espectáculos de sombras chinas llenos de textos atrevidos y sátira política o bien trataba temas escatológicos casi pornográficos. Además, estas representaciones iban acompañadas de sofisticados efectos de luces y sombras, creadas con la ayuda del pintor francés Henri Rivière, que producían imágenes impresionantes para impactar a los espectadores.
Del mismo modo que en Oriente, la luz provenía de candiles y antorchas. Las llamas parpadeaban y creaban sombras agitadas, cosa que hacía que los títeres se tuvieran que mantener derechos contra la pantalla para que la forma quedara nítida.
El año 1926, la animadora alemana Lotte Reiniger recuperó la técnica de las sombras chinas para su película animada «Die Abenteuerdes Prinzen Achmed» (Las Aventuras del príncipe Achmed), y para producir las imágenes manipuló recortes de cartón y láminas finas de plomo ante la cámara.

## En España y Goya
Al parecer, la moda en Europa del teatro de sombras llegó a la península ibérica al inicio del siglo xix, y de la mano de especialistas, aficionados y técnicos ambulantes procedentes de Francia, Inglaterra y Alemania. El nuevo espectáculo se hizo muy popular, tanto entre el pueblo llano como entre la Familia Real. A partir de un estudio de Serrera (1997), y de las manifestaciones de Edith Helman en 1963, se ha planteado el interés del pintor y aguafuertista Francisco de Goya en la técnica de las sombras y su filosofía.

## Precedente del cine
Las sombras chinescas pueden considerarse como uno de los primeros logros para reproducir el movimiento sobre una pantalla, y ser por tanto un remoto antecedente del cine. 

"Queda por escribir la historia del lenguaje empleado por las sombras chinescas o la linterna mágica, primeras narradoras ingenuas de cuentos e imágenes."
Georges Sadoul.